# Кавалли-Сфорца, Луиджи Лука
Луи́джи Лу́ка Кава́лли-Сфо́рца (итал. Luigi Luca Cavalli-Sforza; 25 января 1922, Генуя, Италия — 31 августа 2018, Беллуно, Италия) — один из ведущих мировых специалистов по популяционной генетике. Доктор медицины, с 1970 занимал должность профессора Стэнфордского университета, член Папской академии наук (1994), иностранный член Национальной академии наук США (1978) и Лондонского королевского общества (1992), а также Французской академии наук (2002).

## Научные исследования
Основным его достижением является исследование генетического происхождения человека и развития разных рас и народов, результаты его трудов собраны в книгах «История и география генов человека» (англ. The history and Geography of Human Genes, 1994, совместно с Паоло Меноцци и Альберто Пьяцца) и «Гены, народы и языки» (англ. Genes, Peoples, and Languages, 2000). Он смог обобщить и сопоставить разнородную генетическую, культурную, археологическую и лингвистическую информацию по разным народам мира, на основании чего он выдвинул теории о происхождении отдельных рас и народов и развитии человечества в целом. Его труды пользуются большим авторитетом и стали классическими.
В книге «История и география генов человека» Кавалли-Сфорца разбил человечество на десять основных генетических кластеров — восточные азиаты, европейцы, эскимосы, юго-восточные азиаты, коренное население Америки, жители тихоокеанских островов, южные азиаты и северные африканцы, суб-сахарские африканцы, народы койсанской группы и центральноафриканские пигмеи, аборигены Австралии.
Свои исследования он начал с анализа миграции населения и распределения групп крови. В дальнейшем он привлекал всё больше и больше генетических данных, и получал более надёжные и точные картины распределения и миграции населения. По его теории, современный человек произошёл из Африки, хотя до этого уже существовали другие группы людей (в частности, неандертальцы Европы), которые не сохранились. В дальнейшем люди мигрировали на Ближний Восток, в Европу и Азию, и распространились далее по суше и побережью до Юго-восточной Азии и Америки, и на лодках до Австралии и островов.
Применяя математические методы разложения генетического распределения на принципиальные компоненты, он выделил различные потоки миграции, от древних до поздних, и дал им интерпретацию, сопоставляя с археологическими и лингвистическими данными.

## Отличия
- Премия Фельтринелли (1981)
- Премия Уильяма Аллана[англ.] (1987)
- Премия Бальцана (1999)
- Силлимановская лекция (2001)